# Bois de Lauzelle
Le bois de Lauzelle est une forêt privée appartenant à l'Université catholique de Louvain et située sur la commune d'Ottignies-Louvain-la-Neuve, dans la province belge du Brabant wallon.
Il est situé au nord de la localité de Louvain-la-Neuve et à l'est de la localité de Limelette. Il s'étend sur près de 200 ha, bordé par les hameaux de la Croix, du Blocry, de l'Hocaille et de Lauzelle. Le golf de Louvain-la-Neuve y est adossé ainsi que les bois des Quéwées et du Stoquoi.

## Histoire
Au Paléolithique, au bois de Lauzelle comme ailleurs en Europe où la forêt de feuillus était omniprésente (régions montagneuses exceptées), l'homme nomade a progressivement occupé la région.
La découverte de pièces en phtanite noire extraite d'un gisement proche des sources du Blanc-Ry atteste l'occupation des lieux au Néolithique.
À l'âge du fer ont été érigées des tombelles (actuel lieu-dit Fond des Tombes près du bois de Stocquoy).
Du temps des Celtes (vers 500 AC) puis des Belges (vers 150 AC), la forêt était probablement une futaie claire mélangée et jardinée comprenant des espèces telles que chênes, bouleaux, ormes, érables, saules, tremble, tilleuls, coudrier, aulnes, houx, buis, if.
Durant l'occupation romaine, l'actuel bois faisait partie de la forêt charbonnière. Le déboisement s'est accéléré avec l'augmentation de la population, la région de Lauzelle devenant plus riche en terres de culture.
Le nom de l'Auzel apparaît pour la première fois au XIIe siècle. Le bois était alors dénommé Warnombroux ou Warlombroux. En 1111, le duc Godefroid 1er confirmait à l'abbaye d'Affligem la possession de la curtis de l'Ausele, dont dépendait une majorité de la superficie du bois. La Carte de Ferraris (1771-1778) répertorie le bois sous le nom de Bois de Warlombrout. Ce nom apparaît aussi dans le récit de la Bataille de Waterloo du Comte Pajol. Un plan de mesurage de la cense de Lauzelle en 1794 dénomme cette forêt bois d'Afflighem. Les défrichements successifs de terrains sablonneux et donc pauvres ont donné naissance, après l'essartage et une ou deux récoltes à des Landes, 21 ha en 1831.
Après passage sous domination française, le domaine de Lauzelle est revenu comme biens nationaux et le bois de Lauzelle se retrouve morcelé en de nombreuses parcelles privées.
Jusqu'au XVIIIe siècle, l'aménagement forestier était en taillis sous futaie. Vers 1880, des surfaces importantes sont replantées (hêtre, chêne indigène, chêne d'Amérique, frêne). Le bouleau introduit vers 1900, décevant par ses résultats, a été fréquemment remplacé par le pin sylvestre. En 1981, la carte des peuplements met en lumière le déséquilibre entre les peuplements de feuillus, dans leur majorité antérieurs à 1900, et les peuplements résineux postérieurs à 1940.

## Mesures de protection
- Ce domaine a été classé par la Région wallonne en 1994, dont 20 ha en réserve naturelle.
- Une grande partie du site a reçu en 2002 le statut Natura 2000.

## Tourisme et loisirs

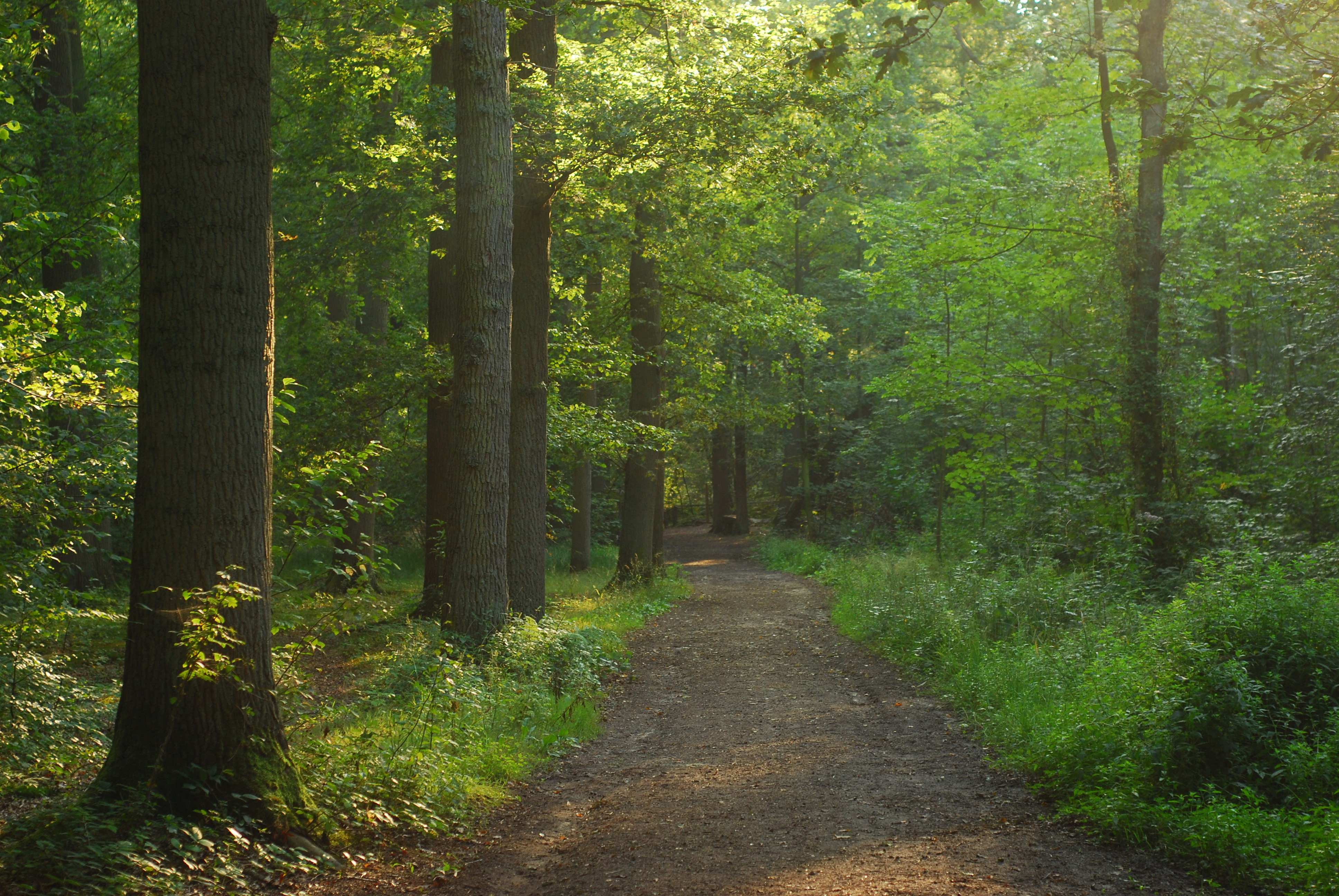

Le bois de Lauzelle offre à ses visiteurs un balisage de trois promenades en boucles, un parcours santé et des visites guidées par le garde forestier. Il est à noter que le golf de Louvain-la-Neuve qui borde le bois offre la particularité d'être accessible aux promeneurs et cyclistes sur deux chemins désignés.
Le monastère Saint-André de Clerlande, le château de Clerlande et le Centre neurologique William Lennox sont situés dans le bois.

## Accès

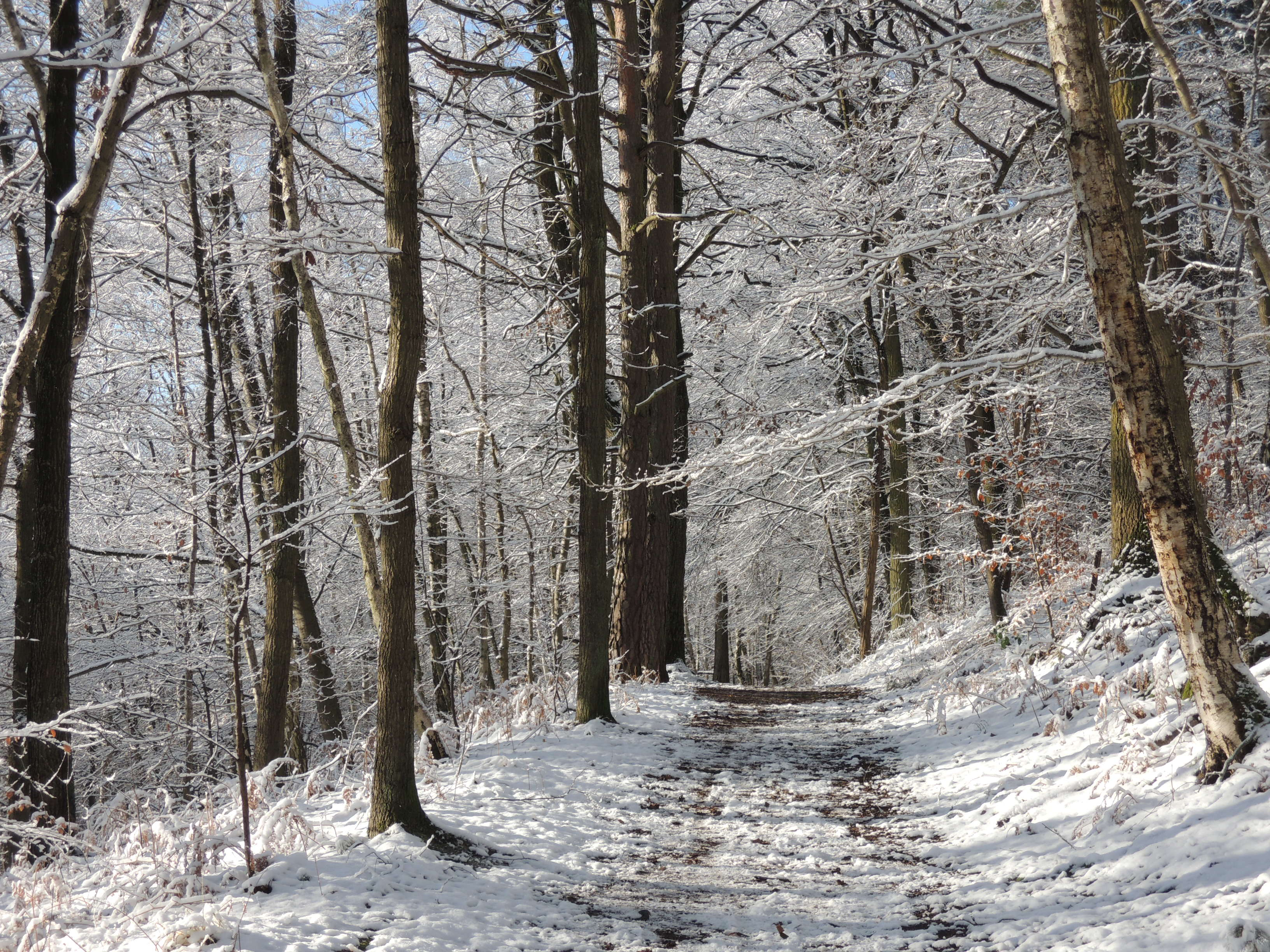

Ce site est accessible en transport en commun, par 1000 m de promenade le long de la voie verte depuis la gare de Louvain-la-Neuve et depuis la gare d'Ottignies par la rue du Blanc-Ry (1600 m).